# Tony Kakko
Toni Kristian "Tony" Kakko (* 16. května 1975) je zpěvák a textař finské power metalové kapely Sonata Arctica, ke které se připojil v roce 1996. V roce 2001 si zazpíval i s kapelou Nightwish, ve které se jako host podílel na EP Over the Hills and Far Away. V živém vystoupení pak zpíval v duetu s Tarjou Turunen píseň "Beauty and the Beast". V roce 2015 s Nightwish vystoupil na festivalu Rock in Rio.

## Diskografie

### Sonata Arctica
- Friend 'till the End (demo) – 1996
- Agre Pamppers (demo) – 1996
- PeaceMaker (demo) – 1997
- FullMoon (demo) – 1999
- Ecliptica – 1999
  - UnOpened (singl) – 1999
  - Successor (EP) – 2000
- Silence – 2001
  - Orientation (EP) – 2001
  - Wolf & Raven (singl) – 2001
  - Last Drop Falls (singl) – 2001
- Songs of Silence (koncertní album) – 2002
- Winterheart's Guild – 2003
  - Takatalvi (EP) – 2003
  - Victoria's Secret (singl) – 2003
  - Broken (singl) – 2003
  - Don't Say a Word (EP) – 2004
- Reckoning Night – 2004
  - Don't Say a Word (singl) – 2004
  - Shamandalie (singl) – 2004
- The End of This Chapter (kompilační album) – 2005
- For the Sake of Revenge (koncertní album) – 2006
- The Collection (kompilační album) – 2006
  - Replica 2006 (singl) – 2006
- Unia – 2007
  - Paid in Full (singl) – 2007
- The Days of Grays – 2009
  - The Last Amazing Grays (singl) – 2009
  - Flag in the Ground (singl) – 2009
- Live in Finland (koncertní album) – 2011
- Stones Grow Her Name – 2012
  - I Have a Right (singl) – 2012
  - Shitload of Money (singl) – 2012
  - Alone in Heaven (singl) – 2013
- Pariah's Child – 2014
  - The Wolves Die Young (singl) – 2014
  - Cloud Factory (singl) – 2014
  - Love (singl) – 2014

### Northern Kings
- Reborn – 2007
- Rethroned – 2008

### Další
Tony v níže uvedených albech účinkuje pouze jako host.
- Nightwish – Over the Hills and Far Away – 2001
- Nightwish – From Wishes to Eternity (DVD) – 2001
- Heavenly – Virus – 2006
- Eternal Tears of Sorrow – Before the Bleeding Sun – 2006
- Timo Rautiainen – Sarvivuori – 2006
- Raskaampaa Joulua – 2006
- Nuclear Blast All-Stars: Into the Light – 2007
- Odin's Court – Deathanity – 2008
- Apocalyptica – turné 2008, 2009
- Elias Viljanen – Fire-Hearted – 2009
- Stratovarius – Polaris – 2009
- Epica – Design Your Universe – 2009
- Van Canto – Tribe of Force – 2010
- Powerglove – Saturday Morning Apocalypse – 2010
- Avalon – The Land of New Hope – 2013
- Tuomas Holopainen – Music Inspired by the Life and Times of Scrooge – 2014
- Sinners Moon – My Servant – 2015
- Dark Sarah – Light in You – 2015